# IC 4962
IC 4962 је спирална галаксија у сазвјежђу Паун која се налази на листи објеката дубоког неба у Индекс каталогу.
Деклинација објекта је - 71° 7' 48" а ректасцензија 20h 16m 42,1s. Привидна величина (магнитуда) објекта IC 4962 износи 15,4 а фотографска магнитуда 16,2. IC 4962 је још познат и под ознакама ESO 73-30, PGC 64402.